# Адриана Лувие
Адриана Лувие Варгас (на испански: Adriana Louvier Vargas) е мексиканска актриса.

## Биография и актьорска кариера
Родена е на 18 септември, 1980 г. в град Мексико сити, Мексико. Учила е актьорско майсторство в школата на ТВ Ацтека – Centro de Formación Actoral. Кариерата си започва като водеща. Получава първата си роля в теленовелата „Удар под кръста“ през 2000 г. До 2011 г. работи за ТВ Ацтека. През следващата година преминава в редиците на мексиканската компания Телевиса и реализира няколко проекта с тях, като „Корона от сълзи“, с Виктория Руфо и Африка Савала и „Искам да те обичам“, където е в ролята на голямата злодейка Констанса Оласабал. През 2014 г. получава главната роля в теленовелата „Не вярвам в мъжете“, а неин партньор е Габриел Сото. Освен в теленовели, актрисата се снима в киното и театъра.

## Награди и номинации
| година | категория    | теленовела      | резултат   |
| ------ | ------------ | --------------- | ---------- |
| 2013   | Любим злодей | Корона от сълзи | номинирана |

| година | категория         | филм              | резултат   |
| ------ | ----------------- | ----------------- | ---------- |
| 2012   | Най-добра актриса | Amar no es querer | номинирана |

## Филмография

### Теленовели
- Жената на дявола, La mujer del Diablo (2022) –
- Поддавам се на изкушението, Caer en tentación (2017) – Каролина Ривас де Алварадо
- Без следа от теб, Sin rastro de ti (2016) – Хулия Борхес / Лорена Мендоса
- Не вярвам на мъжете, Yo no creo en los hombres (2014) – Мария Долорес
- Искам да те обичам, Quiero amarte (2013) – Констанса Оласабал
- Корона от сълзи, Corona de lagrimas (2012/13) – Олга Ансира Сервантес
- Емператрис, Emperatriz (2011) – Естер Мендоса дел Реал
- Имам всичко, Tengo todo excepto a ti (2008) – Естефания Гарсия Уоолрич
- Любов под охрана, Amor en custodia (2005/06) – Татяна Агире/Лусия
- Наследницата (теленовела), La Heredera (2005/06) – Линда
- Влюби се, Enamorate (2003) – Пато
- Жената на Лоренсо, La mujer de Lorenzo (2003) – Силвия
- Без позволението на родителите ти, Sin permiso de tus padres (2002)
- Какво е любовта, La que es el amor (2001) – Хулиета Ривас
- Удар под кръста, Golpe bajo (2000) – Джувия

### Сериали
- Bienes Raíces
- Никога повече, Ni una vez mas (2005) – Хасмин
- Tal para cual (2002)

### Кино
- Los árboles mueren de pie
- Fashion Models
- Sobre Ella (2013) – Sandra
- Hidden Moon (2012/13) – Apolonia
- Amar no es querer (2011) – Jackie
- Adiós, mundo cruel (2011)
- Musth (2011)
- Espacio interior
- Mordidas (2010)
- Toda la suerte del mundo (2010)
- Bala mordida (2008)
- Déjalo así (2007)
- El diente de la princesa (2007)
- Yo también te quiero (2005)
- Viaje en frecuencia modulada (2003)
- Cuatro paredes (2003)
- Uno nunca sabe (2003)

### Театър
- Fresas en invierno (2008/09)
- Crímenes del corazón (2003)